# Berezenșciîna, Vasîlkiv
Berezenșciîna (în ucraineană Березенщина) este un sat în comuna Putrivka din raionul Vasîlkiv, regiunea Kiev, Ucraina.

## Demografie
Componența lingvistică a localității Berezenșciîna
     Ucraineană (89,81%)
     Rusă (9,95%)
Conform recensământului din 2001, majoritatea populației localității Berezenșciîna era vorbitoare de ucraineană (89,81%), existând în minoritate și vorbitori de rusă (9,95%).